# Commissione Difesa del Senato della Repubblica
La Commissione permanente 4ª Difesa è stato un organo del Senato della Repubblica italiana. A partire dalla XIX legislatura è stata accorpata alla Commissione 3ª Affari esteri, emigrazione per costituire la nuova Commissione 3ª Affari esteri e difesa.

## Funzione
La 4ª Commissione aveva competenza per i disegni di legge riguardanti le specifiche materie dell'ordinamento militare, del personale e dei servizi del Ministero della difesa, nonché per i disegni di legge riguardanti la materia militare.

## Composizione
La Commissione era composta da circa 45 senatori (di cui due segretari, due vicepresidenti e un presidente) scelti in modo omogeneo tra i componenti del Senato della Repubblica, in modo da rispecchiarne le forze politiche presenti. Essi erano scelti dai gruppi parlamentari (e non dal Presidente, come invece accade per l'organismo della Giunta parlamentare): per la nomina dei membri ciascun Gruppo, entro cinque giorni dalla propria costituzione, procedeva, dandone comunicazione alla Presidenza del Senato, alla designazione dei propri rappresentanti nelle singole Commissioni permanenti.
Ogni senatore chiamato a far parte del governo o eletto presidente della Commissione era, per la durata della carica, sostituito dal suo gruppo nella Commissione con un altro senatore, che continuava ad appartenere anche alla Commissione di provenienza. Tranne in rari casi nessun Senatore poteva essere assegnato a più di una Commissione permanente. Le Commissioni permanenti erano rinnovate dopo il primo biennio della legislatura ed i loro componenti potevano essere confermati, ma i gruppi parlamentari potevano cambiare i propri membri autonomamente in qualsiasi momento, sostituendoli, aggiungendoli o rimuovendoli, modificando di conseguenza anche il numero totale dei componenti della Commissione..

## Presidenti
| N°        | Presidente     | Presidente                              | Presidente                                  | Gruppo parlamentare                                                                            | Mandato           | Mandato           | Legislatura    |
| N°        | Presidente     | Presidente                              | Presidente                                  | Gruppo parlamentare                                                                            | Inizio            | Fine              | Legislatura    |
| --------- | -------------- | --------------------------------------- | ------------------------------------------- | ---------------------------------------------------------------------------------------------- | ----------------- | ----------------- | -------------- |
| 4ª Difesa |                |                                         |                                             |                                                                                                |                   |                   |                |
| 1         |                |                                         | Alessandro Casati (1881–1955)               | Liberale                                                                                       | 17 giugno 1948    | 24 giugno 1953    | I (1948)       |
| 2         |                |                                         | Angelo Cerica (1885–1961)                   | Democratico Cristiano                                                                          | 28 luglio 1953    | 11 giugno 1958    | II (1953)      |
| 2         | 10 luglio 1958 | 11 aprile 1961                          | Angelo Cerica (1885–1961)                   | Democratico Cristiano                                                                          | III (1958)        |                   |                |
| 3         |                |                                         | Raffaele Cadorna (1889–1973)                | Misto                                                                                          | III (1958)        | 20 aprile 1961    | 15 maggio 1963 |
| 4         |                |                                         | Giovanni Maria Cornaggia Medici (1899–1979) | Democratico Cristiano                                                                          | 5 luglio 1963     | 4 giugno 1968     | IV (1963)      |
| 5         |                |                                         | Gastone Darè (1918–1976)                    | PSI-PSDI unificati                                                                             | 18 luglio 1968    | 24 luglio 1968    | V (1968)       |
| 6         |                |                                         | Emilio Battista (1903–1976)                 | Democratico Cristiano                                                                          | 25 luglio 1968    | 27 ottobre 1970   | V (1968)       |
| 7         |                |                                         | Giovanni Di Benedetto (1923–2015)           | Partito Socialista Democratico Italiano                                                        | 30 ottobre 1970   | 24 maggio 1972    | V (1968)       |
| 8         |                |                                         | Walter Garavelli (1915–2013)                | Partito Socialista Democratico Italiano                                                        | 11 luglio 1972    | 4 luglio 1976     | VI (1972)      |
| 9         |                |                                         | Dante Schietroma (1917–2004)                | Socialdemocratico - Liberale (1966-1967) Partito Socialista Democratico Italiano (1967-1969)   | 27 luglio 1976    | 19 giugno 1979    | VII (1976)     |
| 9         |                | Partito Socialista Democratico Italiano | Dante Schietroma (1917–2004)                | 11 luglio 1979                                                                                 | 18 giugno 1980    | VIII (1979)       |                |
| 10        |                |                                         | Bruno Lepre (1920–2006)                     | Partito Socialista Italiano                                                                    | 2 luglio 1980     | VIII (1979)       | 11 luglio 1983 |
| 11        |                |                                         | Francesco Parrino (1931–1985)               | Partito Socialista Democratico Italiano                                                        | 11 agosto 1983    | 26 settembre 1985 | IX (1983)      |
| 12        |                |                                         | Luigi Franza (1939–2020)                    | Partito Socialista Democratico Italiano                                                        | 26 settembre 1985 | 1º luglio 1987    | IX (1983)      |
| 13        |                |                                         | Delio Giacometti (1922–2003)                | Democratico Cristiano                                                                          | 4 agosto 1987     | 16 luglio 1991    | X (1987)       |
| 14        |                |                                         | Manlio Ianni (1937–2019)                    | Democratico Cristiano                                                                          | 2 ottobre 1991    | 22 aprile 1992    | X (1987)       |
| 15        |                |                                         | Vincenza Bono (1942–)                       | Misto-PSDI                                                                                     | 17 giugno 1992    | 14 aprile 1994    | XI (1992)      |
| 16        |                |                                         | Raffaele Bertoni (1927–2010)                | Progressisti - Federativo                                                                      | 2 giugno 1994     | 8 maggio 1996     | XII (1994)     |
| 17        |                |                                         | Libero Gualtieri (1923–1999)                | Democratici di Sinistra - l'Ulivo                                                              | 5 giugno 1996     | 15 febbraio 1999  | XIII (1996)    |
| 18        |                |                                         | Doriano Di Benedetto (1945–)                | Unione Democratici per l'Europa-UDEUR                                                          | 7 aprile 1999     | 29 maggio 2001    | XIII (1996)    |
| 19        |                |                                         | Domenico Contestabile (1937–2022)           | Forza Italia                                                                                   | 26 giugno 2001    | 27 aprile 2006    | XIV (2001)     |
| 20        |                |                                         | Sergio De Gregorio (1960–)                  | Misto-Italia dei Valori (2006) Misto-Italiani nel mondo (2006-2008)                            | 7 giugno 2006     | 28 aprile 2008    | XV (2006)      |
| 21        |                |                                         | Gianpiero Carlo Cantoni (1939–2012)         | Il Popolo della Libertà                                                                        | 22 maggio 2008    | 9 maggio 2012     | XVI (2008)     |
| 22        |                |                                         | Valerio Carrara (1951–2022)                 | Coesione Nazionale (Grande Sud-Sì Sindaci-Popolari d'Italia Domani-Il Buongoverno-Fare Italia) | 19 luglio 2012    | 14 marzo 2013     | XVI (2008)     |
| 23        |                |                                         | Nicola Latorre (1955–)                      | Partito Democratico                                                                            | 7 maggio 2013     | 22 marzo 2018     | XVII (2013)    |
| 24        |                |                                         | Donatella Tesei (1958–)                     | Lega-Salvini Premier-Partito Sardo d'Azione                                                    | 21 giugno 2018    | 2 dicembre 2019   | XVIII (2018)   |
| 25        |                |                                         | Laura Garavini (1966–)                      | Italia Viva-P.S.I.                                                                             | 5 febbraio 2020   | 29 luglio 2020    | XVIII (2018)   |
| 26        |                |                                         | Roberta Pinotti (1961–)                     | Partito Democratico                                                                            | 29 luglio 2020    | 12 ottobre 2022   | XVIII (2018)   |

## Procedure
La Commissione veniva convocata per la prima volta dal presidente del Senato per procedere alla propria costituzione. L'Ufficio di Presidenza della Commissione, integrato dai rappresentanti dei gruppi, predisponeva il programma e il calendario dei lavori, che erano stabiliti in modo da assicurare l'esame in via prioritaria dei disegni di legge e degli altri argomenti compresi nel programma e nel calendario dell'Assemblea. Quando la discussione di un determinato argomento, anche non compreso nel programma, fosse stata richiesta da almeno un quinto dei componenti della Commissione, l'inserimento nell'ordine del giorno in tempi brevi era rimesso all'Ufficio di Presidenza della Commissione stessa. Al termine di ciascuna seduta, di norma, il presidente della Commissione annunciava la data, l'ora e l'ordine del giorno della seduta successiva e veniva di conseguenza stampato e pubblicato l'ordine del giorno.